# Nanoclavelia
Nanoclavelia ist eine Gattung der Wegwespen (Pompilidae). In Europa tritt nur eine Art, Nanoclavelia leucoptera (Dahlbom, 1843), auf.

## Merkmale
Bei den Arten der Gattung Nanoclavelia handelt es sich um kleine Wegwespen. Ihr Kopf und Thorax sind fein punktförmig strukturiert, die Frons ist konvex. Die konvexe Stirnplatte (Clypeus) ist kurz und breit. Ihr Apikalrand ist entweder konkav oder gerade. Das Labrum hat einen konkaven Rand und ist teilweise von der Stirnplatte verdeckt. Die Fühler sind kurz und zylindrisch. Die Mandibeln haben ein zusätzliches Zähnchen. Das Metapostnotum ist kürzer als das Metanotum. Das Propodeum ist nach hinten zunehmend gekrümmt, glänzend, aber fein weiß beflaumt. Die Flügel sind klar, die Vorderflügel haben ein großes Flügelmal (Pterostigma). Die dritte Submarginalzelle ist in der Regel kleiner als die zweite. Die vorderen, meistens ersten drei Terga sind rot, alle Terga sind spärlich punktförmig strukturiert. Die Tarsen der Vorderbeine haben bei den Weibchen sehr kurze Tarsalkämme. Die Klauen der Vorderbeine haben sehr kleine Zähnchen.

## Lebensweise
Die Wespen besiedeln offene Lebensräume. Sie jagen Spinnen der Familie der Kugelspinnen (Theridiidae).

## Belege